# Antonio Rattín

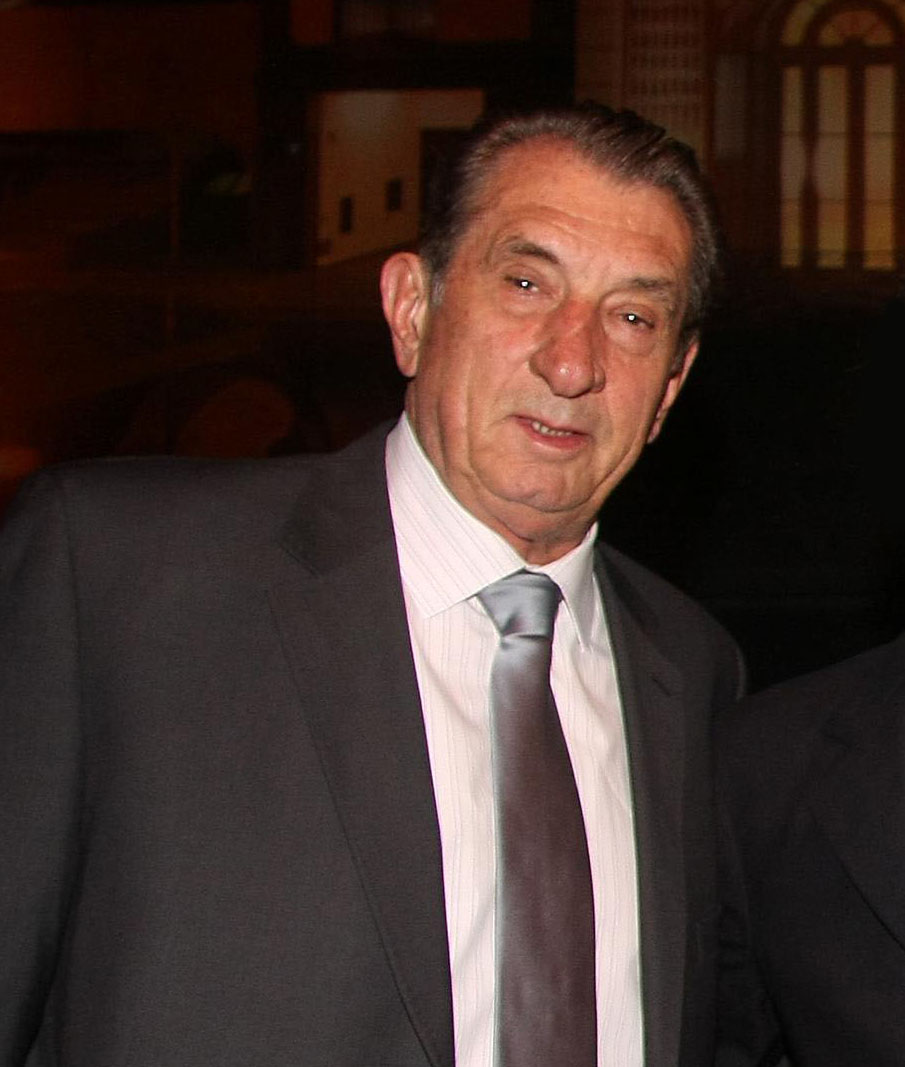
Rattín (2010).

Antonio Ubaldo Rattín (né le 16 mai 1937 à Tigre, dans la province  de Buenos Aires) est un footballeur argentin qui jouait milieu de terrain défensif pour Boca Juniors et l'équipe d'Argentine dans les années 1960. 
Il était surnommé La Rata (le rat). 

## Biographie
Parmi ses trente-quatre sélections nationales entre 1959 et 1969, une reste célèbre : le quart de finale de la coupe du monde 1966, contre l'Angleterre à Wembley. 
Au cours d'un match particulièrement violent, il est expulsé pour insultes par l'arbitre allemand Rudolf Kreitlein bien que celui-ci ne parle pas un mot d'espagnol. Rattín refuse alors de sortir et il est contraint de quitter le terrain par deux policiers anglais. 
Cet incident contribue à construire la légende des affrontements entre l'Angleterre et l'Argentine en coupe du monde, au même titre ultérieurement que la main de dieu de Diego Maradona en 1986 ou l'expulsion de David Beckham à Saint-Étienne en 1998.
Cet incident est aussi à l'origine de la création du carton rouge, qui n'existe pas encore en 1966. Les instances dirigeantes demandent par la suite à l'arbitre Ken Aston de trouver une solution à ce problème, ce qu'il fait en s'inspirant du feu tricolore : « jaune : attention, puis rouge : stop ».
Après la fin de sa carrière de joueur en 1970 (après 357 matches avec Boca), Rattín devient quelque temps entraîneur, notamment de Boca Juniors en 1980, avant de se lancer dans une carrière politique. En 2001, sous les couleurs du parti de centre droit PAUFE (Partido Unidad Federalista), il est élu à la Chambre des députés.